# Biserica Cuvioasa Paraschiva din Călinești
Biserica „Cuvioasa Paraschiva” este un monument istoric aflat pe teritoriul satului aparținător Călinești al orașului Brezoi.

## Istoric și trăsături
Ctitorii sunt preotul Ioan, împreună cu Zamfir și Pătruși, frații săi, Tănăsie, unchiul lor, ajutați de moșnenii din Călinești. Este o biserică-sală de mici dimensiuni, fără accent vertical din zidărie. Are planul dreptunghiular și absida altarului poligonală, cu șapte laturi. 
Pictura murală a fost realizată în două etape: prima, între 1782-1783, a fost realizată de zugravul Damaschin din Păușani, care s-a iscălit pe fațada de vest a bisericii, dar și pe icoana de hram a Sfintei Parascheva; a doua în 1815, cu autor necunoscut.
Monumentul necesită intervenții de conservare și restaurare a picturii murale.